# Trimbak
Timbak, aussi connu sous le nom Trimbakeshwar Trayambakēśvara, est une ville et une municipalité du district de Nashik, dans l'état du Maharashtra en Inde.
C'est là que le fleuve Godavari prend sa source. On y trouve en particulier le temple de Shiva Trimbakeshwar (en).
La population était de 12 056 habitants en 2011,.